# Якобсталер
Якобсталер (нім. Jakobstaler, Jakobustaler) — назва монети, зі срібла, яке добувалося в копальнях Святого Якоба в Гарці. Монета карбувалася як пам'ятна в 1625—1634 роках герцогом Брауншвейг-Люнебурзьким Фрідріхом Ульріхом. На аверсі монети зображувався святий Яків. На реверсі монети зображувався герб.

## Історія
У Клаусталі (1625 рік) карбувалися монети таких номіналів:
- півтора талера;
- два талери;
- три талери;
- чотири талери;

У Госларі (1625 рік) карбувались монети таких номіналів:
- чверть талера;
- половина талера;
- один талер.

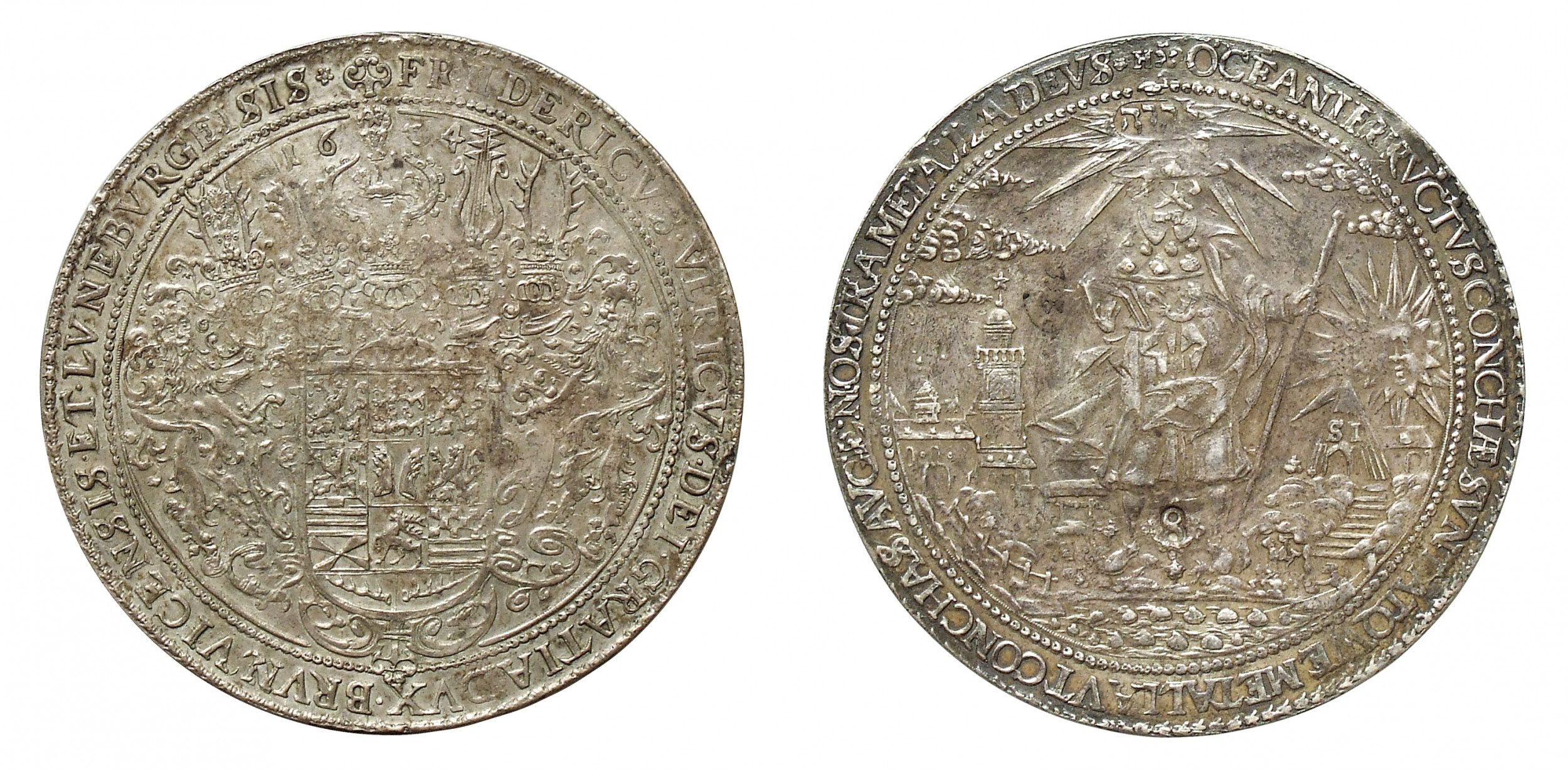
Якобсталер, монета номіналом в 8 талерів (1634 р.). Вага: 221.6 г (7.8 унцій)

У 1633—1634 роках був здійснений повторний випуск тих же номіналів, на додаток до них також були випущені монети в шість і дванадцять талерів.
Відомі якобсталери в золоті.

Останнім часом набули поширення фальшиві якобсталери номіналом в один і два талера, які легко відрізняються від оригіналів шляхом порівняння штемпелів і вагових норм.

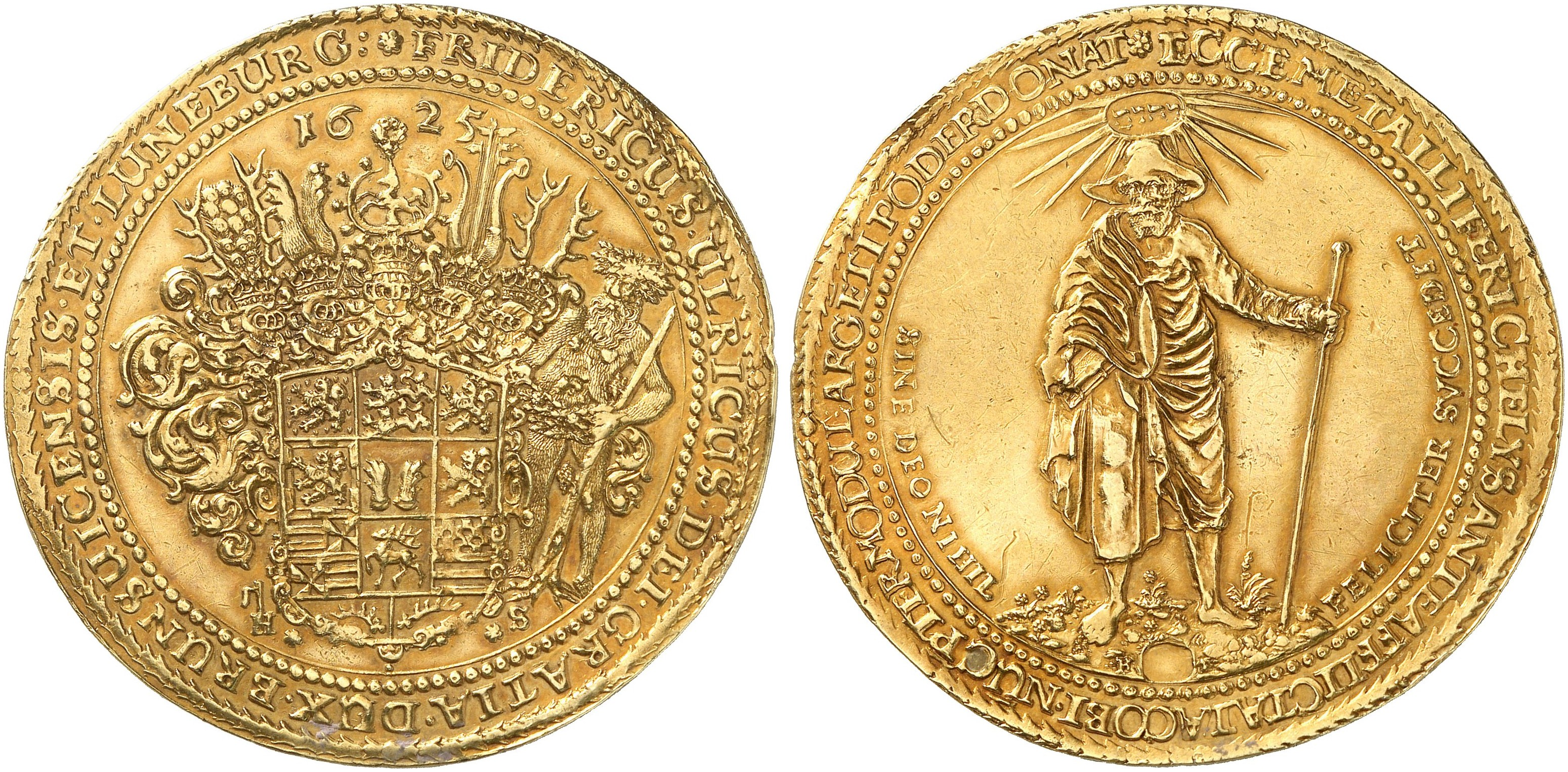
Золотий якобслосер